# Lígia Estrada
Lígia Estrada, na grafia original Lygia Estrada, foi uma tradutora brasileira. Tornou-se conhecida por traduzir grande parte dos livros de M. Delly, muitos deles publicados pela Companhia Editora Nacional, na coleção de quase 200 volumes Biblioteca das Moças e pela anterior Collecção das Senhorinhas, da Livraria Zenith, em São Paulo.

## Biografia
Lígia foi casada com o Diretor da Secretaria do Departamento de Educação em São Paulo, Alduíno Estrada, que foi contratado pela Companhia Editora Nacional  juntamente com Lígia, para organizar e supervisionar o conhecido livro de receitas Dona Benta: Comer Bem. Publicado originalmente em 1946, pelo então editor da Companhia Editora Nacional, Rubens de Barros Lima, sob a supervisão de Alduíno e Ligia Estrada, o livro já teve mais de 70 edições e mais de 1 milhão de exemplares vendidos.

## Traduções
- Aconteceu naquela noite, de Vicky Baum, Rio de Janeiro; Säo Paulo: Livraria José Olympio, Coleção Feira de Vaidades, 1946. Vol. 8.[4]
- O pequeno rei de Bengala (Le petit Roi du Bengale), de M. Pujo. Rio de Janeiro/São Paulo: Livraria José Olympio Editora, Coleção Menina e Moça, 1948, vol. 22.[5]
- A herança do cigano (L‘Heritage du Bohemien), de Roger Dombre, 1950.[6]
- O Lagarto Azul (Le lizard blue), de A. Amestoy Pujo, Livraria José Olympio Editora, Coleção Menina e Moça, 1954.
- Miséria Dourada (Une Misère Dourée, 1ª parte), de M. Delly. A 1ª edição é de 1955, e a última de 1985, teve 3 edições. A segunda parte foi editada num segundo volume da coleção, denominado, no Brasil, Marísia. Vol. 145, coleção Biblioteca das Moças, Companhia Editora Nacional.
- Marísia (Une Misère Dourée, 2ª parte), de M. Delly. A 1ª edição é de 1955, a última de 1985, 3 edições. Vol. 146, coleção Biblioteca das Moças, Companhia Editora Nacional.
- A Cascata Rubra (Les hiboux des roches rouges, 1ª parte), de M. Delly. Duas edições: 1955, 1957. Vol. 147, coleção Biblioteca das Moças, Companhia Editora Nacional. Em 1931, foi lançado pela Editora Brasileira, Livraria Zenith, com a tradução de Ligia.
- O Lírio da Montanha (Les hiboux des roches rouges, 2ª parte), de M. Delly. Duas edições: 1955, 1957. Vol 148, coleção Biblioteca das Moças, Companhia Editora Nacional.
- Ondina (L'Ondine de Capdeuilles, 1ª parte), de M. Delly. A 1ª edição é de 1955, a última de 1985, 3 edições. Vol. 149, coleção Biblioteca das Moças, Companhia Editora Nacional.
- Um Sonho que Viveu (L'Ondine de Capdeuilles, 2ª parte), de M. Delly. A 1ª edição foi em 1955, a última em 1985, 3 edições. Vol. 150, coleção Biblioteca das Moças, Companhia Editora Nacional. Anteriormente, em 1932, fora traduzido para a Collecção das Senhorinhas, pela Livraria Zenith, em São Paulo.
- Corações Inimigos (Coeurs Ennemis, 1ª parte: Laquelle?), de M. Delly. A 1ª edição em 1955, a última em 1986, 3 edições. Vol. 154, coleção Biblioteca das Moças, Companhia Editora Nacional.
- Orietta (Coeurs Ennemis, 2ª parte: Orietta), de M. Delly. A 1ª edição em 1955, a última em 1986, 3 edições. Vol 155, coleção Biblioteca das Moças, Companhia Editora Nacional.
- Lady Shesbury (Coeurs Ennemis, 3ª parte: Lady Shesbury), de M. Delly. A 1ª edição foi em 1955, a última em 1985, 3 edições. Vol 156, coleção Biblioteca das Moças, Companhia Editora Nacional.
- Amor Que Glorifica, de Florence Girardin, Collecção das Senhorinhas, Livraria Zenith, s.d..